# Re Mida (Piano Solo)
Re Mida (Piano Solo) è il primo EP del rapper italiano Lazza, pubblicato il 4 ottobre 2019 dalla 333 Mob e dalla Island Records.

## Descrizione
Contiene otto brani originariamente tratti dal secondo album del rapper, Re Mida, caratterizzati da nuovi arrangiamenti in solo pianoforte, suonato dallo stesso artista. Tra questi vi è anche Catrame, che ha visto le partecipazioni vocali di Elodie e Tedua.

## Tracce
Testi e musiche di Jacopo Lazzarini, eccetto dove indicato.
1. Ouver2re (Piano Solo) – 1:53
2. Re Mida (Piano Solo) – 2:41
3. Morto mai (Piano Solo) – 2:40
4. Netflix (Piano Solo) – 2:37
5. Superman (Piano Solo) – 2:56
6. 24H (Piano Solo) – 3:19
7. Catrame (Piano Solo) (feat. Elodie, Tedua) – 3:38 (testo: Jacopo Lazzarini, Elodie Di Patrizi, Mario Molinari)
8. Desperado (Piano Solo) – 2:48